# 小口底鱂
小口底鱂，為輻鰭魚綱鯉齒目鯉齒亞目底鱂科的其中一種，為溫帶淡水魚，分布於美國佛羅里達半島流域，體長可達12.5公分，棲息在植被生長的湖泊或靜止的開放水域，生活習性不明，可作為觀賞魚。

## 擴展閱讀
維基物種上的相關：小口底鱂